# Motoki Shōzaemon
Motoki Shōzaemon (本木 庄左衛門?; Nagasaki, 28 marzo 1767 – 13 marzo 1822), conosciuto anche come Motoki Shōei (本木 正栄?), è stato un interprete e traduttore giapponese al servizio dello shogunato Tokugawa, noto per aver redatto nel 1814 il primo dizionario inglese-giapponese della storia.

## Biografia
Shōzaemon nacque a Nagasaki il 28 marzo 1767. Figlio di Motoki Yoshinaga, interprete di olandese specializzato negli studi astronomici che introdusse le teoria copernicana in Giappone, studiò olandese e francese fin dalla tenera età. Durante il periodo di sakoku gli interpreti di Nagasaki svolgevano un ruolo di fondamentale importanza nelle relazioni con gli olandesi, i quali costituivano il solo popolo occidentale cui fosse permesso commerciare con il Giappone. La professione di interprete era ereditaria, e le conoscenze venivano tramandate oralmente di padre in figlio in assenza di una vera e propria formazione didattica. 
Nel 1804 fu scelto come interprete ufficiale per la missione in Giappone di Nikolaj Rezanov, benché quest'ultimo non ne rimase soddisfatto chiedendo che Motoki venisse rimpiazzato da un nuovo interprete nel corso dei negoziati. Successivamente si occupò per conto dello shogunato di tradurre alcuni documenti di grande importanza, tra cui un trattato di artiglieria olandese, una mappa del mondo e una guida pittorica delle navi da guerra olandesi.
Nel 1808, durante le guerre napoleoniche, la fregata HMS Phaeton della Royal Navy entrò nel porto di Nagasaki attaccando un mercantile olandese dopo aver eluso i controlli giapponesi. Come conseguenza furono attuate misure più rigorose nella regolamentazione del traffico delle navi straniere in acque giapponesi, ma soprattutto il governo si convinse a dare maggiore priorità allo studio dell'inglese, in modo tale da aver più potere decisionale durante le mediazioni e scongiurare così il verificarsi di eventuali episodi simili.
Gli interpreti furono dunque incentivati a studiare la nuova lingua e un gruppo di questi, capeggiati da Shōzaemon, fu posto sotto gli insegnamenti del capo dell'avamposto commerciale olandese di Dejima Jan Cock Blomhoff, il quale aveva servito l'esercito britannico e imparato l'inglese durante i quattro anni passati in Irlanda. I testi per le lezioni consistevano principalmente in dizionari di lingua inglese-olandese e, nel 1811, il gruppo pubblicò un manuale per principianti di inglese colloquiale chiamato Angeria kōgaku shōsen (諳厄利亜興学小筌? lett. "Basi per lo studio dell'inglese"). Quattro anni più tardi, nel 1814, benché Blomhoff avesse già lasciato il Giappone, Shōzaemon stilò il primo dizionario inglese-giapponese dal titolo Angeria gorintaisei (諳厄利亞語林大成? lett. "Raccolta completa di parole inglesi"), completo di 6.000 termini.
Motoki morì il 13 marzo 1822.